# Sciapus integer
Sciapus integer är en tvåvingeart som beskrevs av Becker 1923. Sciapus integer ingår i släktet Sciapus och familjen styltflugor.
Artens utbredningsområde är Malawi. Inga underarter finns listade i Catalogue of Life.